# Annette von Droste-Hülshoff
Pour les articles homonymes, voir Droste.
 (juin 2025).
Annette von Droste-Hülshoff, de son nom complet Anna Elisabeth Franziska Adolphine Wilhelmine Louise Maria, baronne von Droste zu Hülshoff, née le 10 janvier 1797 au château Hülshoff en Westphalie et morte le 25 mai 1848 à Meersburg au bord du lac de Constance, est l'une des écrivaines et compositrices allemandes les plus importantes du XIXe siècle.

## Biographie

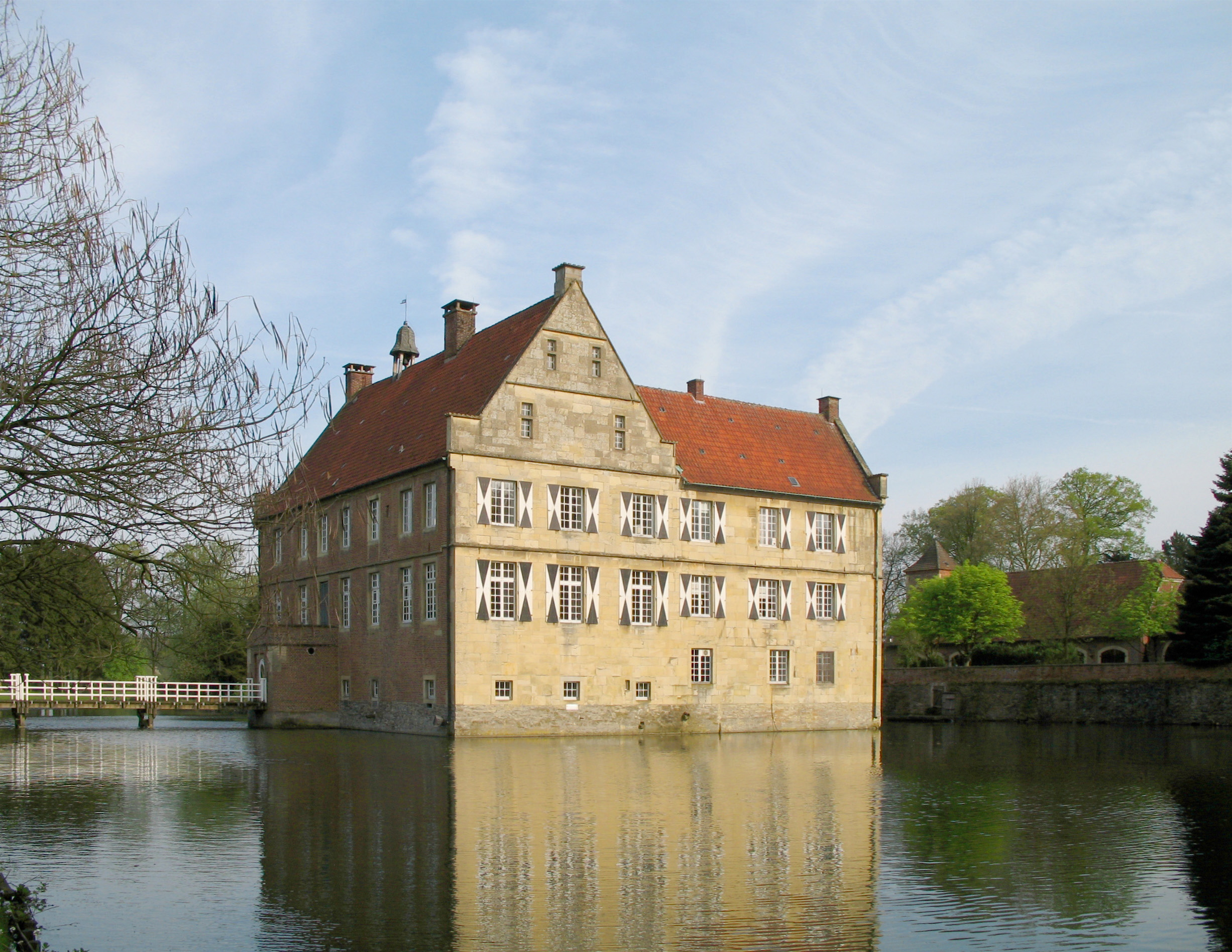
Le château Hülshoff à Havixbeck, Allemagne: lieu de naissance d'Annette von Droste-Hülshoff

Seconde de quatre enfants, Annette von Droste-Hülshoff (de) a une sœur aînée, Maria Anna (1795-1859) qui épouse Joseph von Lassberg et deux jeunes frères, Werner Konstantin (de) (1798-1867) et Ferdinand (1800-1829). Née prématurée d'un mois, elle ne doit sa survie qu'à l'intervention d'une infirmière ; elle sera cependant affligée toute sa vie durant de problèmes de santé, y compris des migraines et des problèmes de vue,. Son père, Clemens-August II von Droste zu Hülstoff (de) (1760-1826), est un intellectuel féru d'histoire, langues, ornithologie, botanique, musique et de phénomènes surnaturels. Sa mère Therese-Louise (1772-1853) vient pour sa part d'une autre grande famille westphalienne, les barons von Haxthausen.
En 1825, un an avant la mort de son père, elle entreprit son premier grand voyage le long du Rhin à Cologne, à Bonn et à Coblence où elle se rendit plusieurs fois jusqu’en 1842 et où vivait son cousin Clemens-August von Droste zu Hülshoff (de). Elle se lia d’amitié avec Sibylle Mertens-Schaafhausen (de). C’est également à Bonn qu’elle rencontra August-Wilhelm Schlegel ainsi que Johanna et Adele Schopenhauer et Ottilie, la belle-fille de Goethe, qui comptaient parmi ses amis. Elle était amie avec Levin Schücking et lui procura une place de bibliothécaire au château de Meersburg. Elle entretenait aussi une correspondance avec d’autres intellectuels de son époque comme les frères Grimm.

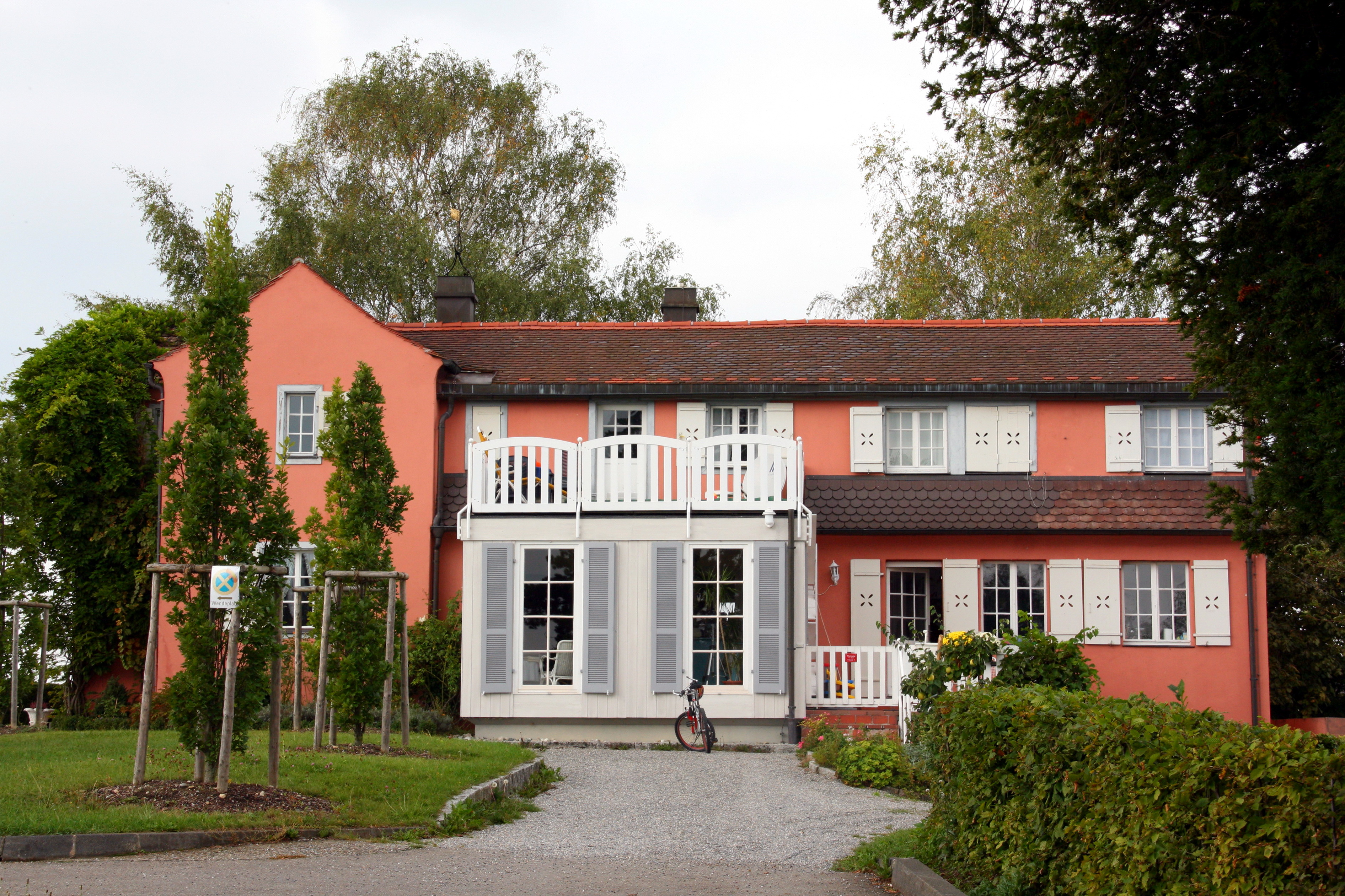
La maison achetée par Annette von Droste-Hülshoff le 17 novembre 1843 près de Meersburg.

Sa famille était très importante pour elle et comme elle avait des problèmes de santé, elle ne s’en éloignait jamais. Il était hors de question de rompre le lien avec sa famille ou d’essayer de gagner sa vie avec ses manuscrits. Mais elle se considérait comme poète. Sa mère l’ayant remarqué, elle soutint sa fille et envoya ses manuscrits à Christoph Bernhard Schlüter (de), ce qui fut un échec, car selon lui ce n’était pas suffisant pour être publié. Mais Annette von Droste Hülshoff était consciente de son talent et prenait son travail littéraire très au sérieux. Ses ballades devinrent célèbres, comme Der Knabe im Moor (de) (Le garçon dans les marais), ainsi que sa nouvelle Die Judenbuche (Le Hêtre aux Juifs). Son recueil de poésies, religieux et philosophique, Das geistliche Jahr (L' Année spirituelle) est aujourd’hui encore un document très important. Pendant vingt ans elle travailla sur cette œuvre qui est aujourd’hui considérée comme biographique. C’était l’époque du déchirement humain entre la conscience éclairée et la quête religieuse. Elle trouvait de l’inspiration en rendant visite à sa sœur Jenny et son époux le baron Joseph von Lassberg (« Sepp von Eppishusen ») au lac de Constance avec sa mère. À partir de 1841, elle habita chez eux dans le château de Meersburg.
Elle acheta le 17 novembre 1843 une maison (Little House, Meersburg (en)) surplombant le lac de Constance au milieu des vignes à Meersburg, aujoud'hui transformée en musée.
Elle décéda le 24 mai 1848 dans l’après-midi d’une pneumonie. Sa tombe se situe dans le cimetière de Meersburg, près de l’ancienne chapelle.

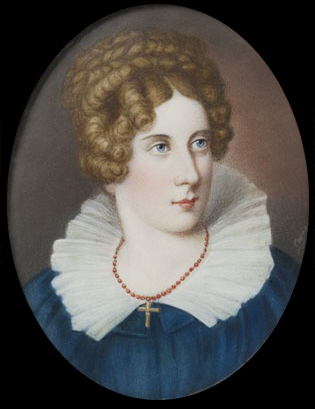
Un portrait d'Annette von Droste Hülshoff, 1847

### Musicienne et compositrice
Annette n’était pas uniquement une célèbre écrivaine mais aussi une musicienne et une compositrice. Ses compositions furent longtemps mises de côté ou oubliées, pourtant sa musique et ses poèmes entretiennent des liens étroits.
Ses parents étaient sensibles à la musique et son père était lui-même un violoniste. Son oncle Maximilian-Friedrich von Droste zu Hülshoff (de) était un compositeur et ami de Joseph Haydn. Il existe dans le château des Hülshoff une collection de partitions et de matériaux musicaux qui étaient indispensables dans le cadre familial. Les enfants se familiarisaient avec la musique de l’époque car leurs parents les emmenaient souvent à des concerts et à des évènements musicaux et théâtraux. Annette prit des cours de piano à partir de 1809. On lui demandait de jouer ou d’accompagner les autres au piano et ainsi elle perfectionna son talent au fur et à mesure. Sa mère Thérèse écrivait en 1812 que sa fille « s’était lancée dans la composition avec toute la vivacité de son caractère ».
Elle donna son premier concert de chant en public en 1820 à Höxter mais ce n’est que plus tard entre 1824 et 1831 qu’elle reçut des cours de chant. Elle donnait des cours de chant et de piano à d’autres membres de sa famille. On disait que sa voix avait « un bon timbre» mais qu'elle était «souvent trop forte et perçante.» «Mais elle descend dans les graves, et c’est là qu’elle est la plus agréable ». À Cologne, on disait que sa voix était plus belle que celle d'Angelica Catalani (1780-1849), une des meilleures sopranos de l’époque. Grâce à son étude des musiques et des compositions contemporaines, elle commença à composer. Elle réalisa des livrets et des musiques plus ou moins aboutis pour quatre projets d’opéra. En 1836, pendant un séjour à Eppishausen (Thurgovie) (de), on lui fit découvrir le livre de chants de Lochamer (en) et on l’incita à le retravailler pour le chant et le piano. Elle composa en tout 74 lieder qui se référaient aux préceptes des écoles de lieder de cette époque.
Elle était en contact avec Clara et Robert Schumann par correspondance : Clara la célèbre pianiste demanda à Annette un livret pour que son mari puisse le transposer en musique. Il avait déjà mis en musique un poème d’Annette, Das Hirtenfeuer, op.59 (Le feu des bergers) qu’il aimait beaucoup et qui parut en 1844 dans un recueil de poèmes. Annette ne jouait jamais ses propres œuvres publiquement. Ce n'est qu'en 1877 qu'elle fut découverte en tant que compositrice, quand Christoph Bernhard Schlüter (de) (1801-1884) publia quelques-unes de ses œuvres : Lieder mit Pianoforte- Begleitung Componiert von Annette von Droste-Hülshoff (lieder avec accompagnement au piano forte, composés par Annette von Droste-Hülshoff). Dans son éloge funèbre, il fit ressortir son « grand talent pour le chant et la musique » et disait aussi qu’elle avait « un don très rare » de « traduire la poésie en musique et la musique en poésie ». Ce ne fut qu’à partir du XXe siècle qu’on étudia vraiment sa musique.
Annette von Droste- Hülshoff possédait un talent musical exigeant, ce qui conduisait à un conflit avec ses ambitions littéraires : «… écrire des textes d’opéras est quelque chose de trop misérable et artisanal. » Finalement elle s’est décidée pour la poésie, et la musique est restée en arrière-plan. Ses œuvres posthumes se trouvent aujourd’hui à la bibliothèque de l'Université de Münster.

## Réception littéraire

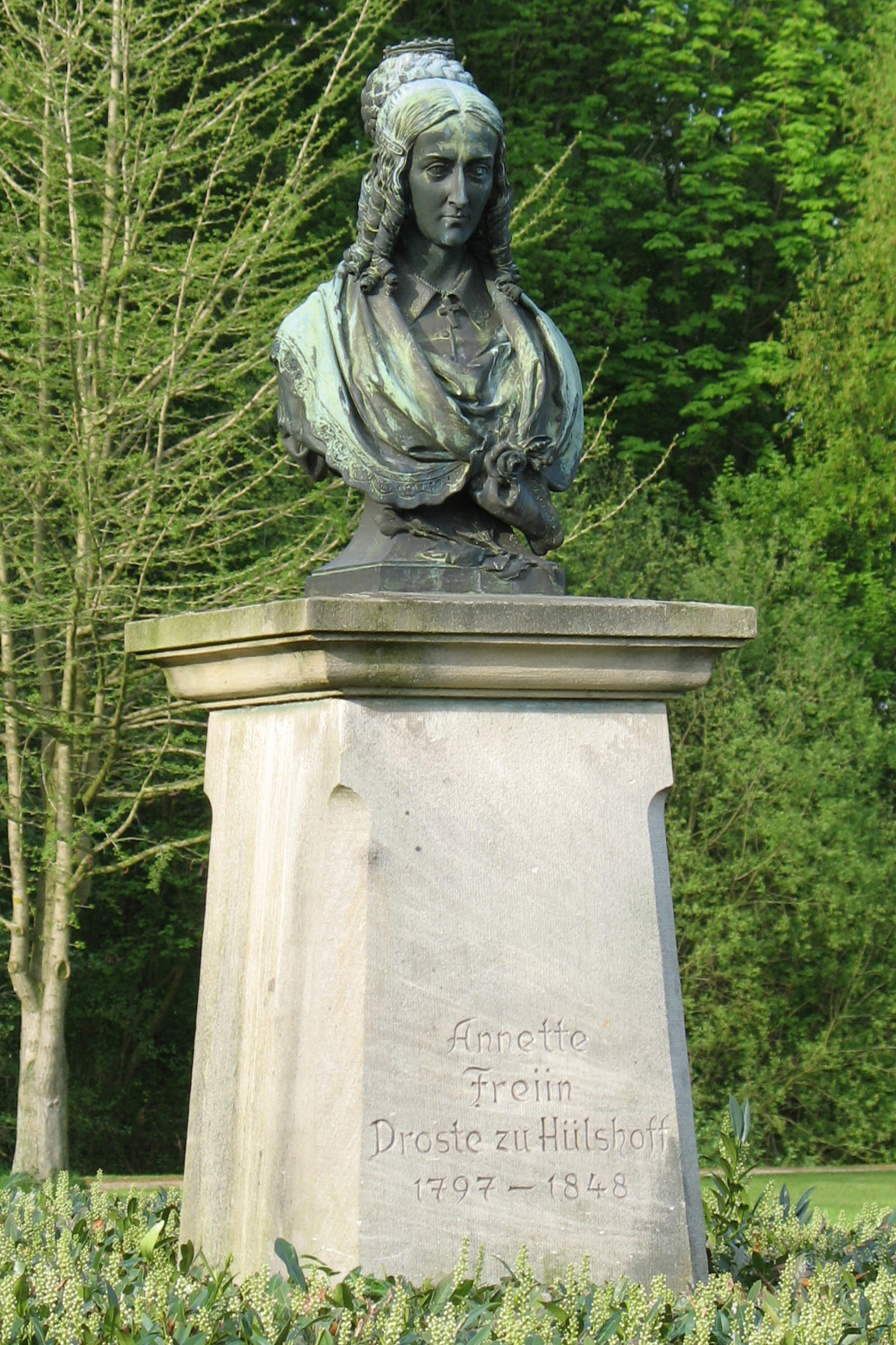
Monument commémorant Annette von Droste-Hülshoff dans le jardin du château Hülshoff à Havixbeck, Allemagne

Sarah Kirsch parle d’Annette Droste- Hülshoff dans son poème Der Droste würde ich gerne Wasser reichen (J’aimerais bien passer de l’eau à Droste). Elle « l’enfant tardive » exprime son admiration pour sa collègue et imagine une promenade avec Annette :  « nous allons gargouillant par les marais ». Elle interprète aussi la relation entre Droste- Hülshoff et Levin Schücking (« Votre Levi, nous aimons toutes les deux cet homme audacieux»).
Karen Duve publia en 2018 un roman intitulé Fräulein Nettes kurzer Sommer (« Le court été de mademoiselle Nettes »), où elle détaille l’entourage familial et le milieu des jeunes du romantisme tardif. Elle parle aussi d’Annette von Droste-Hülshoff lorsqu’elle avait 20 ans, une période marquante pour sa vie future.

## Postérité
Les manuscrits de travail des œuvres de Droste Hülshoff et les copies au propre de la succession de Meersburg sont gardés et numérisés dans les archives de littérature de Westphalie, gérées par la région de Westfalen- Lippe (de) (LWL).
La fondation Annette von Droste Hülshoff a été reconnue officiellement le 28 septembre 2012. Cette fondation veut obtenir pour toujours la maison de naissance de la poétesse au château à Havixbeck pour une utilisation officielle. En dehors de cela, elle subventionne des manifestations littéraires, des expositions et des projets de recherches.
À partir de 1989, le billet de banque allemand de 20 deutschemarks comporte le portrait de Annette von Droste-Hülshoff.

## Œuvre

### Écrits littéraires
- Poèmes. Aschendorffsche Buchhandlung, Münster 1838.
  - Hospiz auf dem großen Sankt Bernhard (Epos, 1828–1833)
  - Des Arztes Vermächtnis (Epos, 1834)
  - Die Schlacht vom Loener Bruch A. 1623 (Epos, 1837/38)
  - Der Säntis
  - Am Weiher
  - Der Graf von Thal
  - Fragment
- Die Judenbuche. (novelle apparu dans une revue Morgenblatt für gebildete Leser.) 1842.
- Gedichte. Cotta, Stuttgart/Tübingen 1844. (numérisé et texte complet dans les archives allemandes; éditée à Liechtensteinverlag, Vaduz 1948 auf Gutenberg-DE)
  - Zeitbilder (1841–1843)
  - Haidebilder (1842)
    - Der Knabe im Moor (ballade, 1842)

  - Fels, Wald und See (1841–1843)
    - Am Thurme
    - Das öde Haus
    - Im Moose

  - Poèmes divers
    - Die Taxuswand (1841)
    - Das Spiegelbild (1842)
    - Alten Pfarrers Woche
    - Das Eselein
    - Die beste Politik

  - Scherz und Ernst
  - Ballades (1840–1842)
    - Die Vergeltung
    - Die Vendetta
    - Der Fundator
    - Die Schwestern
    - Der Tod des Erzbischofs Engelbert von Köln
    - Das Fegefeuer des westfälischen Adels
    - Die Stiftung Cappenbergs
    - Kurt von Spiegel
    - Das Fräulein von Rodenschild
    - Der Spiritus des Roßtäuschers
- Mondesaufgang (poème, 1844)
- Im Grase (poème, 1844)
- Westfälische Schilderungen. (1845)
- Das geistliche Jahr. (cycle de poèmes), 1818–1820/1839–1840 (gutenberg.spiegel.de).
  - Am letzten Tag des Jahres (Silvestre)
- Letzte Gaben. Nachgelassene Blätter. Édité par Levin Schücking. Rümpler; Grimpe, Hannover 1860. (Digitalisé et texte complet dans les archives allemandes; Éditée à Liechtensteinverlag, Vaduz 1948 auf Gutenberg-DE)
- Joseph. Eine Kriminalgeschichte. Fragment, écrit en 1845, publiè en 1886.
- Bei uns zu Lande auf dem Lande. (Fragment, succession), 1862.
- Briefe von Annette von Droste-Hülshoff und Philipp W..
- Winfried Woesler (Hrsg.): Historisch-kritische Ausgabe. Werke, Briefwechsel. 13 Bände in 25 Teilbänden. Niemeyer, Tübingen 1978–2000.

### Œuvre musicale
- 15 Lieder für Singstimme und Klavier (jusqu'en automne 1838)
- Minnelieder, 5 Lieder für dasselbe (avant 1834)
- 8 Einzellieder für dass
- 4 Liedfragmente für dass
- 4 mehrstimmige Lieder
- Lochamer Liederbuch für Singstimme und Klavier (1836)
- Matthias Bonitz: Was bleibt für Sopran, Cello Klavier (U.A. 2015 Münster)
- Matthias Bonitz: Der Weiher für Mezzosopran und Celloquartett (U.A. 2014, Droste Tage Burg Hülshoff)
- Matthias Bonitz: Mondesaufgang für Mezzosopran, Violine, Cello, Harfe (U.A. 2015, Droste Tage Burg Hülshoff)
- Matthias Bonitz: Durchwachte Nacht für Mezzosopran, Violine, Cello, Harfe (U.A. 2016, Droste Tage Burg Hülshoff)
- Babilon (nach Babylon von Friedrich de la Motte Fouqué), 3 Idyllen aus dem Frauentaschenbuch für das Jahr 1820, S. 1–38 (entre 1820 et 1837), Vorspiel und Musik für 6 Textpassagen als Orchester- und/oder Klavierfassung
- Der blaue Cherub (nach Der blaue Cherub, Singspiel von Adam Oehlenschläger, dt. Kassel 1823, 1828) (zwischen 1823 und 1837), commentaires pour la composition planifié, Verzeichnis der Stimmlagen für die handelnden Personen erhalten; Arie für Singst. und Kl. Einst zogs mich nach Südlands Auen
- Der Galeerensklave (nach Der Galeeren-Sklav von M. Fernouillot de Falbaire, dt. Münster 1777) (1820er Jahre), Libretto als Prosa-Entwurf, sans musique
- Die Wiedertäufer (entre 1837 et 1839), seulement des thèmes musicaux

### Supports musicaux
- Audio-Book: Annette von Droste-Hülshoff. HörVerlag, München 1997 (Inhalt: Walter Gödden, Nachtwandlungen. Hörspiel – Penny S. Michel lit des poèmes de Droste).
- „Levin, lieber Junge“. Annette von Droste-Hülshoffs Briefwechsel mit Levin Schücking. Ardey, Köln/Münster 2000,  (ISBN 3-87023-119-X) [Edition Nyland. deux Audio CDs].
- Annette von Droste-Hülshoff: Ledwina. Ein Hörfeature von Walter Gödden. Gelesen von Sabine Negulescu. Aschendorff, Münster 2007,  (ISBN 978-3-402-00435-7).
- Allein mit meinem Zauberwort, Annette von Droste-Hülshoff am Bodensee. VHS-Video, SWR Landesschau 2000, SWR Media, Baden-Baden.
- Annette Droste. Gedichte – Prosa – Briefe – Musik. 3 CDs mit vollständigem Text. Lutz Görner. Am Flügel: Annekatrin Sonn, Naxos Hörbücher – Putzbrunn/München/Kirchheim bei München 2002,  (ISBN 978-3-89816-110-7).
- „Wenn ich träume…“ Droste-Musik aus dem Fürstenhäusle in Meersburg. Annette und Maximilian von Droste-Hülshoff. WETO-Verlag, CD 98029, 1998.
- Allein mit meinem Zauberwort. Annette von Droste-Hülshoff. Ihr Leben in Briefen, Gedichten, Prosa und Musik. De Georg Brintrup. Soirée des SWR avec Marianne Kehlau, Ludwig Thiesen, Armas Sten Fühler, Friedrich von Bülow, Gisela Zoch-Westphal, Gert Westphal u. a. Erstsendung le 10. Juin 1978 (160 Minutes).